# Silicofilosea
Die Silicofilosea sind eine Gruppe einzelliger Eukaryoten, die zu den Imbricatea gestellt werden. 

## Merkmale
Die Vertreter sind einzellige Lebewesen mit einem einzelnen Zellkern. Die Zelloberfläche ist mit einander dachziegelartig (imbricat) überlappenden Silikatschuppen besetzt. Lediglich am Hinterende oder seitlich gibt es Öffnungen für die nackten Filopodien. Die Cristae der Mitochondrien sind tubulär.

## Systematik
Die Gruppe wurde von Adl et al. 2005 erstbeschrieben und wie folgt unterteilt: 
- Thaumatomonadida
- Euglyphida

## Belege
- Sina M. Adl et al.: The New Higher Level Classification of Eukaryotes with Emphasis on the Taxonomy of Protists. The Journal of Eukaryotic Microbiology, Band 52, 2005, S. 399–451. doi:10.1111/j.1550-7408.2005.00053.x.
- Thomas Cavalier-Smith, Ema E.–Y. Chao: Phylogeny and Classification of Phylum Cercozoa (Protozoa). Protist, Band 154, 2003, S. 341–358, doi:10.1078/143446103322454112.